# 올댓 스케이트 서머
《올댓 스케이트》(All That Skate)는 올댓스포츠가 기획한 아이스쇼이다.
봄과 여름, 연 2회 봄에는 《올댓 스케이트 스프링》이 여름에는 《올댓 스케이트 서머》가 개최된다.
- 2010년 7월 23일부터 2010년 7월 25일까지 올댓 스케이트 서머가 대한민국 고양시 킨텍스에서 공연되었고 2010년 10월 2일부터 10월 3일까지 미국 LA 스테이플스 센터에서 공연되었다.

- 2011년 8월 13일부터 15일까지 열리는 《올댓 스케이트 서머 2011》은 서울특별시 올림픽 공원 체조 경기장에서 공연되며, 마지막 공연인 8월 15일에는 SBS에서 방영되고 있는 키스 앤 크라이의 우승자가 특별 공연을 했다.

## 2012년 (한국)
올댓 스케이트 서머 2012(‘삼성 갤럭시SⅢ★스마트에어컨Q 올댓스케이트 서머 2011’)은 8월 24일부터 26일까지 3일간 서울 올림픽공원 체조경기장 특설 아이스링크에서 ‘To The Ice World (얼음나라로의 여행)'이라는 주제로 펼쳐졌다.

### 참가 명단
- 스케이터
  -  김연아
  -  라우라 레피스토
  -  조애니 로셰트
  -  알렉세이 야구딘
  -  키이라 코르피
  -  스테판 랑비엘
  -  브라이언 쥬베르
  -  패트릭 챈
  -  타티아나 토트미아니나 & 막심 마리닌
  -  알리오나 사브첸코 & 로빈 졸코비
  -  피오나 잘두아 & 드미트리 스카노프

## 2011년 (한국)
올댓 스케이트 서머 2011(‘삼성 갤럭시★하우젠 올댓스케이트 서머 2011’)은 8월 13일부터 15일까지 3일간 서울 올림픽공원 체조경기장 특설 아이스링크에서 ‘(김연아와 친구들이 전하는) 피겨, 그 아름다운 이야기’ 라는 주제로 펼쳐졌다.

### 참가 명단
- 스케이터
  -  김연아
  -  사라 마이어
  -  셰린 본
  -  이리나 슬루츠카야
  -  키이라 코르피
  -  스테판 랑비엘
  -  커트 브라우닝
  -  패트릭 챈
  -  플로랑 아모디오
  -  선쉐 & 자오훙보
  -  제이미 살레 & 데이비드 펠레티어
  -  테사 버츄 & 스캇 모이어
- 키스 앤 크라이 우승팀

### 프로그램 순서 (2011년)

#### 1부
- 오프닝 : Fame, What a Feeling
- 키이라 코르피 - I've Got Rhythm (by 조지 거슈윈)
- 플로랑 아모디오 - Mess Around (by 레이 찰스)
- 사라 마이어 - Not Myself Tonight (by 크리스티나 아길레라)
- 제이미 살레 & 데이비드 펠레티어 - Wild Horses (by 롤링 스톤스)
- 커트 브라우닝 - Steppin'Out of My Mind (by 제프리 타일러)
- 이리나 슬루츠카야 - We Went For a Drive on a Boat (by 리디아 러스라노바)
- 패트릭 챈 - Take Five (by 폴 데스몬드)
- 테사 버츄 & 스캇 모이어 - I Want to Hold Your Hand (by T.V. 카피오)
- 셰린 본 - Waka Waka (by 샤키라)
- 스테판 랑비엘 - 전주곡 사단조 Op. 23, No. 5 (by 라흐마니노프)
- 선쉐 & 자오훙보 - I Believe (by 캐서린 젠킨스 & 안드레아 보첼리)
- 클로징 : 김연아 - Fever" (by 비욘세)

#### 2부
- 오프닝 : Running (by 사라 브라이트만)
- 제이미 살레 & 데이비드 펠레티어 - Let's Go Crazy (by 프린스)
- 키이라 코르피 - You and I (by 레이디 가가)
- 패트릭 챈 - Moondance (by 마이클 부블레)
- 셰린 본 - Caruso (by 라라 파비앙)
- 플로랑 아모디오 - Pop Medly
- 이리나 슬루츠카야 - It's Rainning Men (by 제리 할리웰)
- 스테판 랑비엘 - Don't Stop the Music (by 제이미 컬럼)
- 선쉐 & 자오훙보 - Sweet Dreams (by 유리스믹스)
- 커트 브라우닝 - Honey (by 박진영)
- 테사 버츄 & 스캇 모이어 - Samba Medly
- 김연아 - Homage to Korea
- 특별공연 : 키스 앤 크라이 우승팀
- 피날레 : 전출연진 - Don't Stop Believing (by 저니)

## 2010년 (미국 LA)
올댓 스케이트 LA 2010은 2010년 10월 2~3일 미국 LA 스테이플스 센터에서 열렸다.
2010 올림픽 챔피언 김연아와 미국 피겨계의 전설 미셸 콴을 비롯한 여러 유명 선수들이 참가했다. 올댓스케이트 LA에는 2010 밴쿠버 올림픽 여자싱글, 페어, 아이스댄스 금메달 리스트가 참가했다.
올댓스케이트 LA는 김연아가 처음으로 미국에서 개최하는 쇼이며, 한국 아이스쇼로는 처음으로 해외에서 공연하는 것이다. 총감독은 김연아의 안무가 데이비드 윌슨이 담당했다.

### 참가 명단
- 스케이터
  -  김연아
  -  미셸 콴
  -  애슐리 와그너
  -  패트릭 챈
  -  스테판 랑비엘
  -  조니 위어
  -  알리오나 사브첸코 & 로빈 졸코비
  -  선쉐 & 자오훙보
  -  테사 버츄 & 스캇 모이어
  -  타니스 벨빈 & 벤자민 아고스토
- 특별초대 가수 : 윤하
- B-Boys

### 프로그램 순서 (2010년)

#### 1부
- 오프닝 : 전출연진 - Get the Party Started (by 핑크)
- 애슐리 와그너 - Ain't No Other Man (by 크리스티나 아길레라)
- 알리오나 사브첸코 & 로빈 졸코비 - Barbie Girl (by 아쿠아 (밴드))
- 조니 위어 - A Comme Amour (by 하트브로큰)
- 타니스 벨빈 & 벤자민 아고스토 - If it Kills Me (by 제이슨 므라즈)
- 패트릭 챈 - Take Five (by 폴 데스몬드)
- 테사 버츄 & 스캇 모이어 - Schenkst Du Beim Tango Min Dein Herz (by Dajos Bela & Nights and Days by Waldemar Kazanecki)
- 선쉐 & 자오훙보 - Who Wants To Live Forever (by 퀸)
- 김연아 - 타이스의 명상곡 (by 쥘 마스네)[1]
- 미셸 콴 - No one (by 알리샤 키스)
- 스테판 랑비엘 - Let the Good Times Roll (by 레이 찰스)
- 여자 선수 공연 - She's So Lovely (by Scouting For Girls)
- 클로징 : 김연아 & 미셸 콴 - Hero (by 머라이어 캐리)

#### 2부
- B-Boys와 남자 선수들
- 타니스 벨빈 & 벤자민 아고스토 - Use Somebody (by Kings of Leon)
- 애슐리 와그너 - Speechless (by 레이디 가가)
- 패트릭 챈 - Viva la Vida (by Coldplay)
- 알리오나 사브첸코 & 로빈 졸코비 - Nella Fantasia (by Cortes)
- 스테판 랑비엘 - William Tell Overture" (by Gioachino Rossini)
- 선쉐 & 자오훙보 - Turandot (by Giacomo Puccini)
- 조니 위어 - Poker Face (by 레이디 가가)
- 미셸 콴 - Winter Song (by Sara Bareilles with Ingrid Michaelson)
- 테사 버츄 & 스캇 모이어 - Hip Hip Chindchin (by Club des Belugas & Temptation by Diana Krall & Mujer Latina by Thalia)
- 김연아 - 블릿프루프 (Bulletproof) (by 라 루)[2]
- 특별초대 - 노래: 윤하 혜성
- 피날레 - 노래: 윤하 Dream On (by 에어로스미스)
- 앙코르 - 노래: 윤하 Tik Tok (by 케샤)

## 2010년 (한국)
올댓 스케이트 서머(혹은 '삼성 애니콜 하우젠 2010 올댓 스케이트 서머 아이스쇼')는 2010년 7월 23일 ~ 7월 25일까지 대한민국 경기도 고양시 킨텍스에서 열렸다. 2010년 7월 23일 오후 8시에 SBS에서 아이스쇼가 중계 되었다. 올댓스포츠에 소속된 피겨스케이팅 선수 김연아를 주축으로 하여 미셸 콴, 사샤 코헨, 스테판 랑비엘, 브리앙 주베르 등의 여러명의 스케이터와 함께 했다. 총감독은 김연아의 안무가인 데이비드 윌슨이 담당했다. 공연의 주제는 '내일의 꿈'이었다.

### 참가 명단
- 스케이터
  -  김연아
  -  곽민정
  -  김해진
  -  제이미 살레 & 데이비드 펠레티어
  -  브리앙 주베르
  -  알리오나 사브첸코 & 로빈 졸코비
  -  실비아 폰타나
  -  스테판 랑비엘
  -  미셸 콴
  -  사샤 코헨
  -  제러미 애벗
  -  존 짐머맨
  -  타니스 벨빈 & 벤자민 아고스토
- 특별초대 가수 : 윤하

### 프로그램 순서 (2010년)

#### 1부
- 오프닝 : 전출연진 - Get the Party Started (by 핑크)
- 존 짐머맨 - I'm Gonna Crawl (by 레드 제플린)
- 곽민정 - Canon in D Major (by 요한 파헬벨)
- 제이미 살레 & 데이비드 펠레티어 - Try (by Blue Rodeo)
- 실비아 폰타나 - Boom Boom Pow (by 블랙 아이드 피스)
- 제레미 애보트 - At This Moment (by 마이클 부블레)
- 타니스 벨빈 & 벤자민 아고스토 - If it Kills Me (by 제이슨 므라즈)
- 브리앙 주베르 - Love is All (by 로저 글로버)
- 사샤 코헨 - Hallelujah (by 제프 버클리)
- 알리오나 사브첸코 & 로빈 졸코비 - Barbie Girl (by 아쿠아 (밴드))
- 스테판 랑비엘 - Let the Good Times Roll" (by 레이 찰스)
- 김연아 - 타이스의 명상곡 (by 쥘 마스네)[1]
- 미셸 콴 - Primitive (by 애니 레녹스)
- 클로징 : 김연아 & 미셸 콴 - Hero (by 머라이어 캐리)

#### 2부
- 오프닝 - 김해진 등 - I Have a Dream (by 아바)
- 김해진 - You Raise Me Up" (by 켈틱 우먼)
- 제레미 애보트 - Viejos Aires (by Nuevo Tango Ensamble)
- 실비아 폰타나 & 존 짐머맨 - Purple Rain (by 프린스)
- 곽민정 - Don't Rain on My Parade 사운드트랙 (by 글리)
- 브리앙 주베르 - Aerodynamic (by 다프트 펑크)
- 타니스 벨빈 & 벤자민 아고스토 - Bleeding Love (by 리오나 루이스)
- 사샤 코헨 - Mein Herr soundtrack from Cabaret (by 라이자 미넬리)
- 스테판 랑비엘 - William Tell Overture (by Gioachino Rossini)
- 제이미 살레 & 데이비드 펠레티어 - Scream (by 마이클 잭슨)
- 미셸 콴 - No One (by 알리샤 키스)
- 알리오나 사브첸코 & 로빈 졸코비 - Gee (by 소녀시대)
- 김연아 - 블릿프루프 (Bulletproof) (by 라 루)[2]
- 특별초대 - 노래: 윤하 혜성
- 피날레 - 노래: 윤하 Dream On (by 에어로스미스)
- 앙코르 - 노래: 윤하 Tik Tok (by 케샤)